# Бокуто

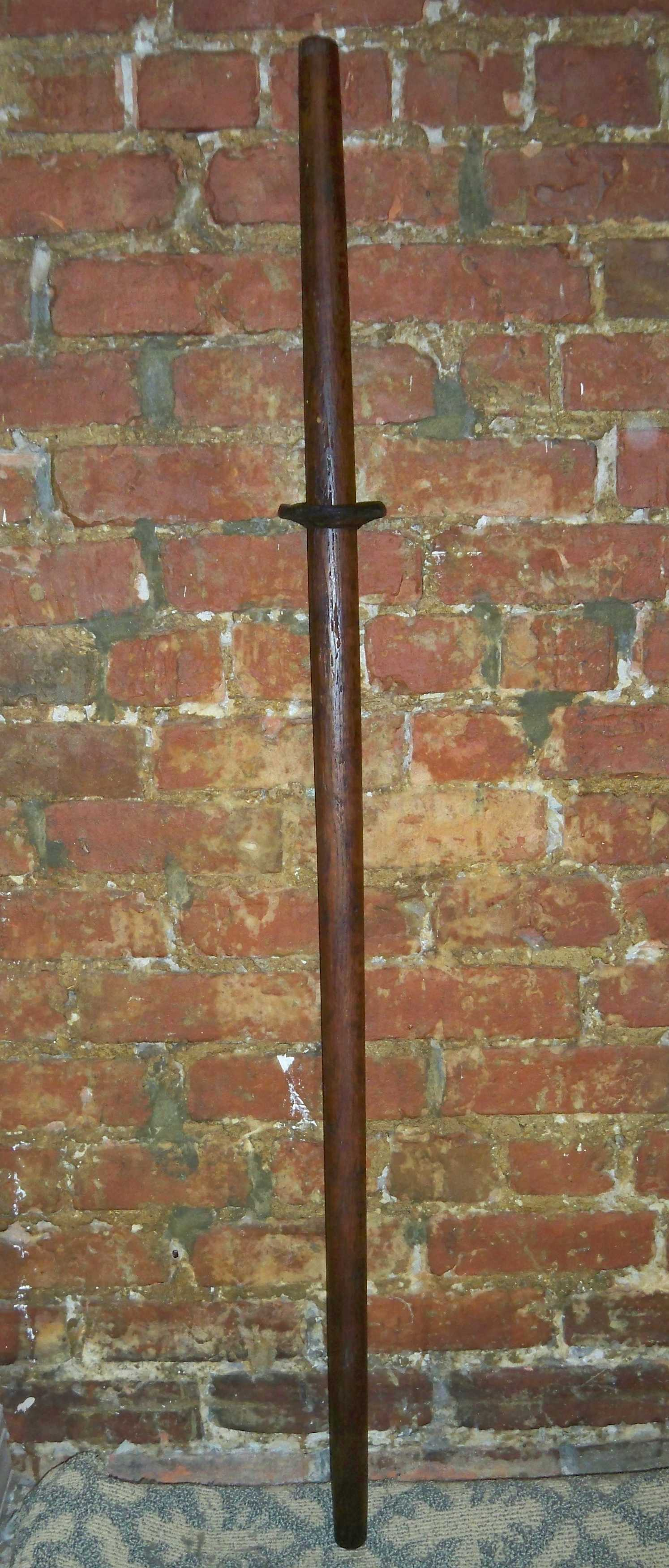
Антикварні бокуто

Бокуто (яп. 木刀, «дерев'яний меч») або застаріле боккен (яп. 木剣) — дерев'яний меч для тренувань в японських бойових мистецтв, зокрема кендо й айкідо.

## Про використання термінів
На сьогодні термін боккен ще досить широко вживаний в країнах заходу практично не використовується в східних регіонах. Згідно з «Великим ієрогліфічним японським словником» термін боккен має складову кен, що позначує китайський прямий меч та інколи застосовується для позначення будь-яких мечів. Тому історично боккен позначав різновид прямих дерев'яних мечів, тоді як бокуто — це вигнуті дерев'яні мечі (то — це самурайський вигнутий меч (катана)), що є найпоширеніші серед практиків японських бойових мистецтв.

## Історія
Дерев'яні мечі бокуто здавна використовувались в Японії як знаряддя для тренувань у фехтуванні кендзюцу. Інколи ці мечі застосовували як зброю у реальних поєдинках. Зокрема, відомий фехтувальник Міямото Мусасі переміг фехтувальника Сасакі Кодзіро за допомогою бокуто (за іншими версіями весла чи палиці). У 17 — 19 століттях дерев'яні мечі були поступово витіснені з тренувань легшими і безпечнішими бамбуковими — сінаями. Сьогодні бокуто застосовуються переважно у комплексних прийомах ката і показових виступах. Зважаючи на бойові якості дерев'яних мечів, їх використання за межами спортивних чи тренувальних залів заборонне у сучасній Японії.

## Різновиди
Бокуто має, зазвичай, форму великого меча — дайто або таті (яп. 太刀), малого — сьото　(яп. 小刀) або кодаті (яп. 小太刀), чи короткого меча (ножа) — танто (яп. 短刀). Усі три різновиди використовуються при відпрацюваннях ката з партнером.
Існує також різновид дерев'яних мечів для відпрацювання махових вправ субурі (яп. 素振り). Він називається субуріто (яп. 素振刀, «меч для махання»). Субуріто мають товстіше «лезо» і більшу вагу ніж звичайні бокуто, що відповідає показникам справжнього меча. Така конструкція дозволяє тренувати силу, витривалість, правильне дихання, оптимальну геометрію ударів і баланс всього тіла. В парних вправах субуріто зазвичай не використовується.
За стандартами Японська федерації кендо повна довжина дерев'яного таті становить 102 см, а кодаті — 55 см. Іноді повний розмір довгого меча визначають в залежності від зросту фехтувальника, як відстань від його пупа до землі.

## Технологія, матеріали, виготовлення
Стандартом для виготовлення бокуто є білий японський дуб (касі). Проте така зброя в віддалених від Японії регіонах може коштувати дуже дорого. Тому часто використовують місцеві породи деревини — граб, ясен, акацію, бук. Основним параметром деревини, що визначає її придатність для виготовлення є щільність. Важливо також, щоб застосована деревина при ударах не відколювалось щепами, а зминалась. Це дозволяє запобігти травмам при парних заняттях.
При виготовленні бокуто важливий напрямок шарів заготовки. Часто її вигинають і висушують на спеціальних пристосуваннях, щоб волокна залягали паралельно поверхні. Зустрічаються також вироби, що складаться з декількох зклеїних в продольному напрямку частин.
Крім того часто бокуто покриваються лаком для захисту деревини ззовні.